# Distretto di Kolomyja
Il distretto di Kolomyja (in ucraino Коломи́йський райо́н?, Kolomyjs'kyj rajon) è un distretto dell'oblast' di Ivano-Frankivs'k in Ucraina. Il centro amministrativo del distretto è la città di Kolomyja e il distretto aveva una popolazione stimata di 275.512 abitanti nel 2021.
Il 18 luglio 2020, nell'ambito della riforma amministrativa dell'Ucraina, il numero di distretti dell'oblast' di Ivano-Frankivs'k è stato ridotto a sei e l'area del distretto di Kolomyja è stata notevolmente ampliata. Sono stati aboliti due distretti, quelli di Horodenka e di Sniatyn, nonché la città di Kolomyja, che in precedenza era stata incorporata come Città di rilevanza regionale dell'Ucraina e non apparteneva al distretto, sono stati inglobati nel distretto di Kolomyja. La stima della popolazione del distretto nel gennaio 2020 era di 96.573 abitanti.